# (17823) Bartels
(17823) Bartels (1998 GA) – planetoida z grupy pasa głównego asteroid okrążająca Słońce w ciągu 3,78 lat w średniej odległości 2,43 j.a. Odkryta 1 kwietnia 1998 roku.